# Pulvinaria cockerelli
Pulvinaria cockerelli är en insektsart som beskrevs av King 1899. Pulvinaria cockerelli ingår i släktet Pulvinaria och familjen skålsköldlöss. Inga underarter finns listade i Catalogue of Life.